# România Literară

România Literară est un magazine culturel et littéraire de Roumanie. Dans son édition originale, elle a été fondée le 1er janvier 1855 par Vasile Alecsandri et publiée jusqu'au 3 décembre 1855, puis supprimée. Une nouvelle série est apparue le 10 octobre 1968, une continuation de la Gazeta Literară (La Gazette littéraire). C'est la publication de l'Union des écrivains de la Roumanie.
Les rédacteurs en chef successifs sont Geo Dumitrescu (1968-1970), Nicolae Breban (1970-1971), George Ivașcu (1971-1988). Sur 1988-1989, une coordination est  assurée par Dumitru-Radu Popescu. Depuis 1990, la direction de la revue est prise en charge par Nicolae Manolescu.